# 長沙駅
長沙駅（ちょうさえき/簡体字: 长沙站）は、中華人民共和国湖南省長沙市芙蓉区車站中路にある中国鉄路総公司（CR）の駅である。広州鉄路集団長沙鉄路総公司直属。
本項では、近接する長沙地下鉄の長沙火車站駅（ちょうさかしゃえき）についても記述する。

## 所属路線
中国鉄路総公司
京広線：豊台駅起点より1576km（北京西駅から1587km）、広州駅終点まで707km
石長線：本駅終点、撈刀河駅まで京広線と共用、石門県駅起点より284km
長株潭都市間鉄道：駅舎やホームは錦泰広場駅の付近にある。
長沙地下鉄
■2号線

## 歴史
- 1912年 - 開業した[注 1]。

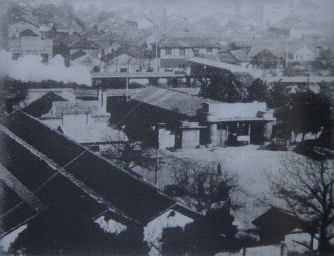
移転前の旧長沙駅（1940年代）

- 1949年 - 衡陽鉄路管理局武昌分局管理となった。
- 1975年7月13日 - 元の駅と離れた場所に新たな駅を建設開始した。
- 1977年7月1日 - 新たな駅が完成し、移転開業した[注 2]。当時は中国国内で二番目に大きい駅であった。
- 年月日不詳 - 広州鉄路集団所属となった[注 3]
- 1998年10月1日 - 石長線が正式開通した。[3]
- 2007年4月9日 - 4番ホームを嵩上げして使用開始した。[4]
- 2008年1月 - 大雪による雪害により輸送が影響を受け、本駅構内に大量の旅客が滞留した。29日には温家宝国務院総理が慰問に訪れた[5]。

## 駅構造

### 中国鉄路総公司
単式ホーム1面、島式ホーム3面、8本の線路と高さ63.1mの時計塔を持つ地上駅である。

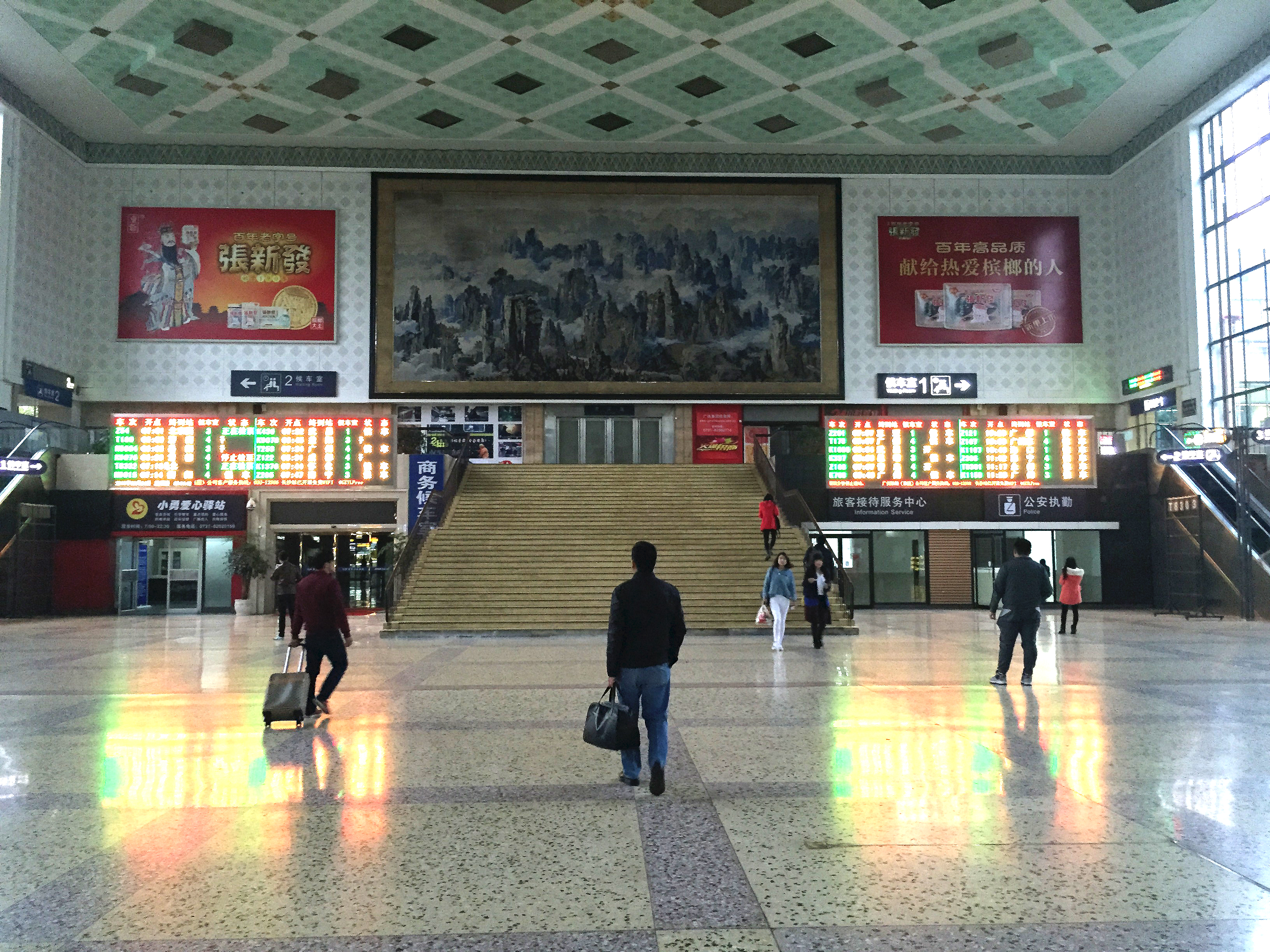
コンコース
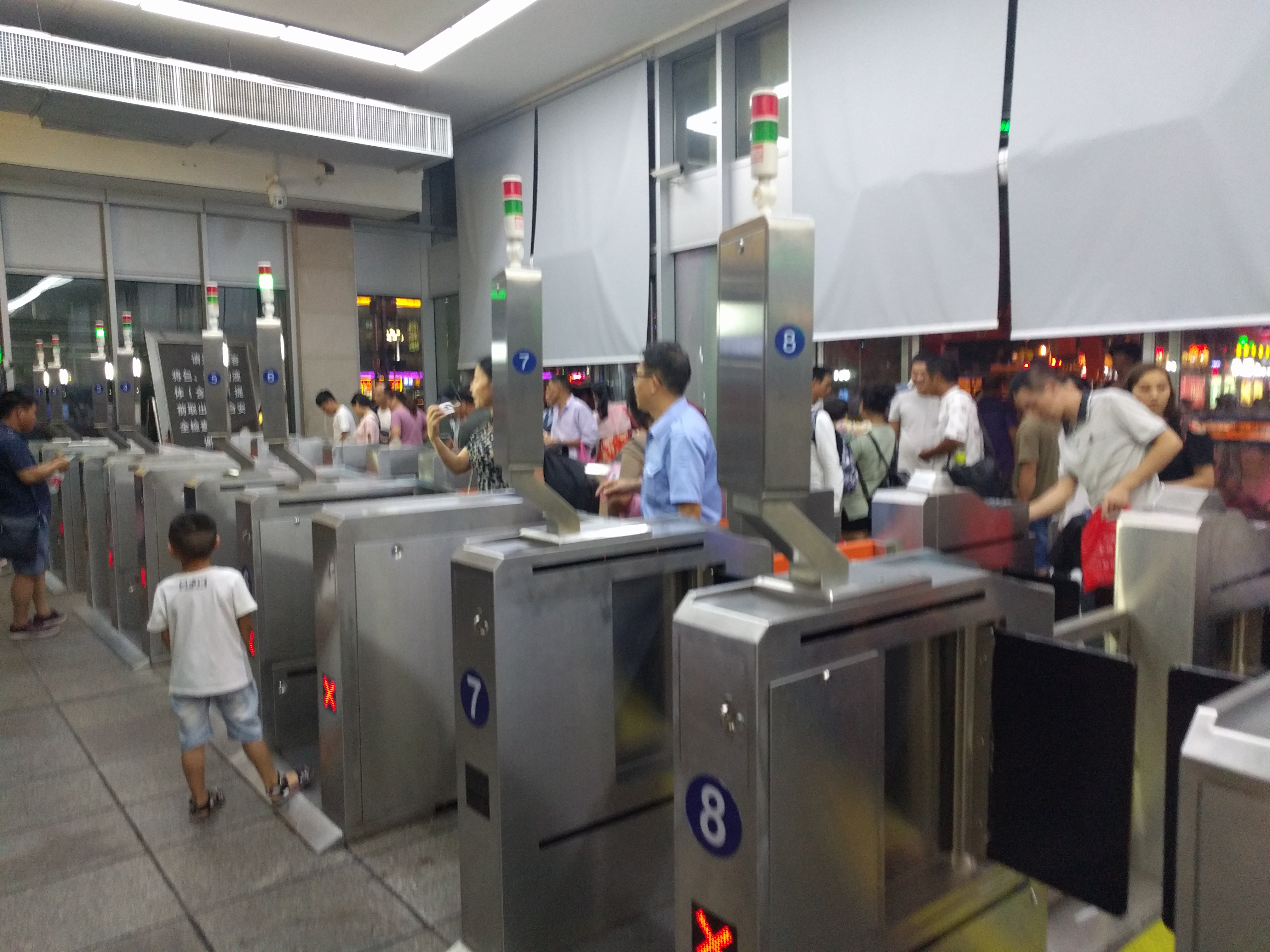
改札口
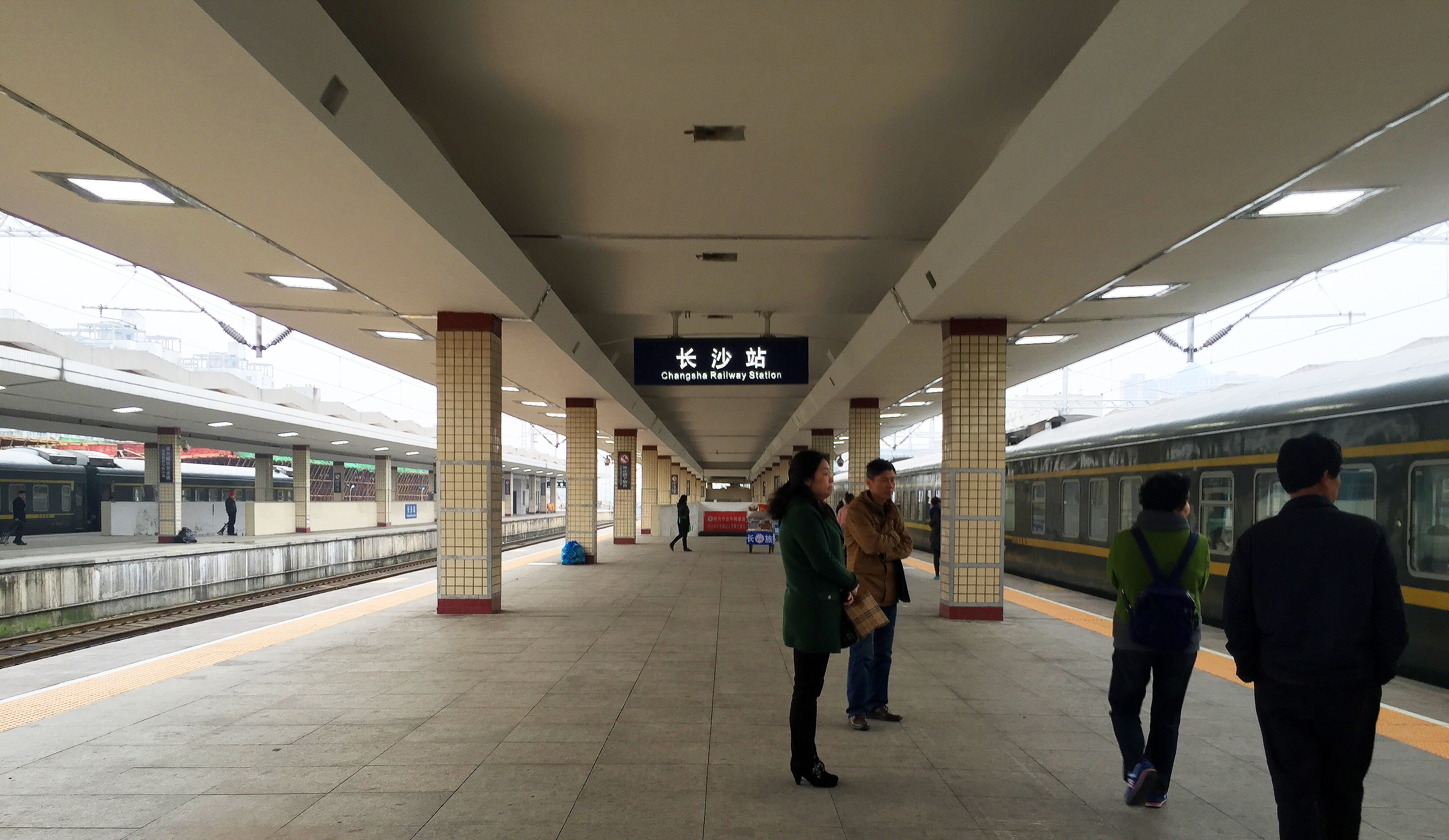
プラットホーム

### 長沙地下鉄
島式ホーム1面2線を有する地下駅。

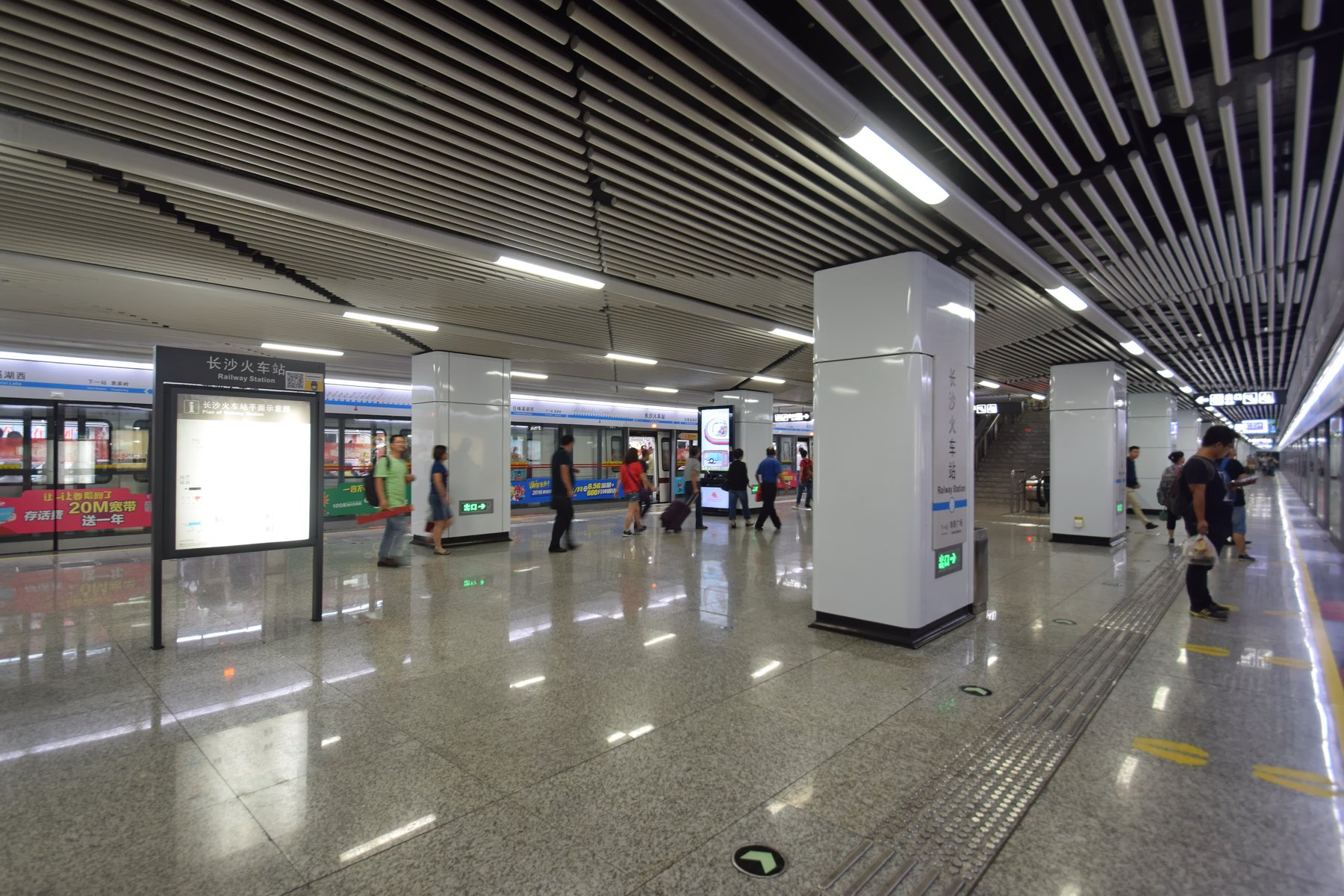
プラットホーム

## 利用状況
本駅は京広線、石長線の旅客を扱う一等駅である。すぐ南にヤードと車両基地を持つ長沙東駅がある。2009年6月現在、188本の旅客列車が発着し、29本の始発列車がある。主に広州駅との間と52km南の株洲駅から浙贛線（滬昆線）と湘黔線（滬昆線）に連絡し、直通列車が運行されている。また、動車組も停車する。一日あたりの旅客発送量は6万人、荷物発送量は1万件である。なお、本駅の南東に武広旅客専用線と滬昆旅客専用線の接続する長沙南駅が2009年12月26日に武広旅客専用線開業に伴って開設された。

## 駅周辺

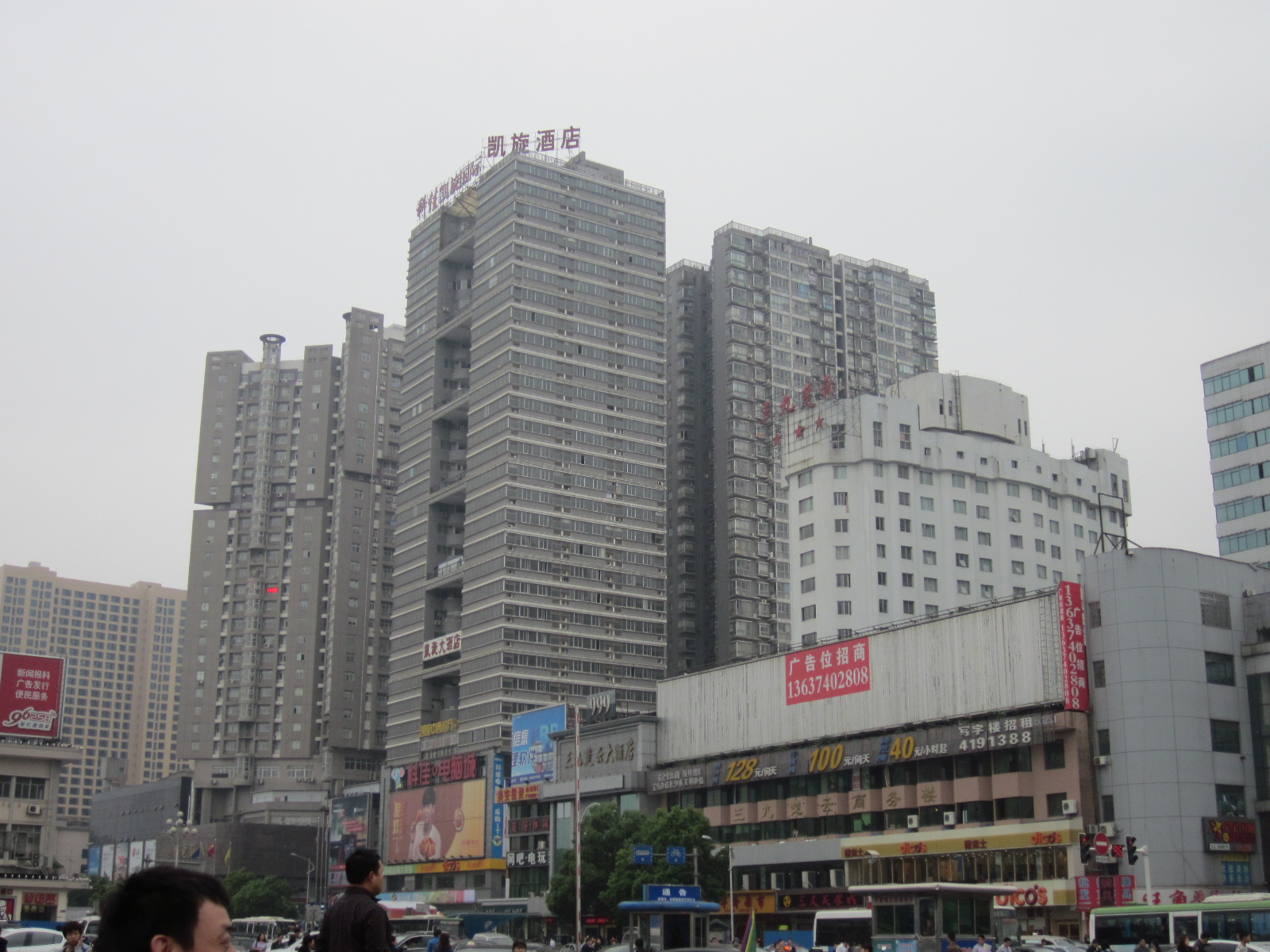
駅前の様子

- 紫金龍大酒店
- 三九楚雲商務楼
- 三九楚雲大酒店
- 新興大酒店
- 清真飯店
- 泰成大酒店
- 長沙市郵政局
- 凱旋大酒店
- 華端大厦商務楼
- 長株潭バスターミナル
- 湖南民航大酒店

## 隣の駅
中国鉄路総公司
京広線
糸茅沖駅 - 長沙駅 - 長沙東駅
石長線
糸茅沖駅 - 長沙駅
長株潭都市間鉄道
開福寺駅 - 長沙駅 - 樹木嶺駅
長沙地下鉄
■2号線
袁家嶺駅 - 長沙火車站駅 - 錦泰広場駅